# Anisacanthus linearis
Anisacanthus linearis är en akantusväxtart som först beskrevs av Hagen, och fick sitt nu gällande namn av J. Henrickson och E.J. Lott. Anisacanthus linearis ingår i släktet Anisacanthus och familjen akantusväxter. Inga underarter finns listade i Catalogue of Life.